# Boletellus obscurecoccineus
Boletellus obscurecoccineus, conocido como boleto del ruibarbo, es una especie de hongo de la familia Boletaceae que se encuentra en Australia, Nueva Guinea, Java, Borneo, Japón, Corea y Taiwán. Es un boleto distintivo y colorido del suelo del bosque.

## Taxonomía
Boletellus obscurecoccineus fue recogido originalmente en Java y descrito por Franz Xaver Rudolf von Höhnel en 1914, y colocado en el género Boletellus por Rolf Singer en 1945. En 2011, Nian-Kai Zeng y Zhu L. Yang sinonimizaron las especies asiáticas Boletus puniceus y Boletus megasporus con Boletellus obscurecoccineus. Boletus puniceus, descrito originalmente en Kunming (Yunnan, China) en 1948, y posteriormente transferido a Xerocomus en 1979 y a Boletellus en 2002, ya fue sospechado por E.J.H. Corner en 1972 como conespecífico de B. obscurecoccineus en su monografía sobre boletines malayos. Boletus megasporus fue descrito en la región autónoma de Xizang (China) en 1980. La comparación de los especímenes tipo no reveló diferencias morfológicas significativas entre B. obscurecoccineus y B. megasporus.

## Descripción
Boletellus obscurecoccineus es un boleto de color brillante y característico que tiene un capuchón semiesférico o convexo de 7 cm de diámetro, de color rosa o ruibarbo, con un margen que sobresale cuando es joven. El capuchón puede agrietarse en los ejemplares más viejos y revelar la carne amarilla que hay debajo. Los poros anexos son de cinco o seis lados y amarillos. En algunos ejemplares, se vuelven azules (aunque no suelen serlo en Australia Occidental). El estrecho estipe carece de anillo y puede alcanzar los 9,5 cm de altura con un diámetro de 2 cm. Es rojizo y con escamas en general, desvaneciéndose hacia el amarillo bajo el sombrero. La huella de las esporas es de color marrón oscuro. El micelio es blanco. No tiene un olor significativo y su sabor es suave. Al microscopio, las esporas alargadas de color amarillo pálido miden 14,5-19,5 por 6-7,5 μm.

### Especies similares
Las colecciones africanas de aspecto similar, inicialmente reportadas como Boletellus obscurecoccineus, han sido redescritas como Boletellus rubrolutescens. La especie norteamericana y europea Boletus rubellus tiene una coloración algo similar a la de B. obscurecoccineus, pero carece del tallo escamoso de esta última.

## Hábitat y distribución
Su distribución incluye Corea, Nueva Guinea, Java, Borneo, Japón y Taiwán. En Australia, el boleto del ruibarbo se ha registrado en el suroeste de Australia Occidental y en el sureste de Nueva Gales del Sur, así como en Victoria y Tasmania.
El boleto del ruibarbo es una especie ectomicorrícica que se encuentra en la hojarasca de los bosques de eucaliptos de Australia y en los robles y otros árboles de hoja caduca de Asia. Los cuerpos fructíferos aparecen durante el verano y el otoño, de julio a noviembre.
A pesar de su nombre en inglés, se desconoce si esta seta es segura para el consumo; sin embargo, los boletos no son una variedad de seta mortalmente venenosa, aunque muchas personas sufren molestias gastrointestinales con ciertas especies, en particular las que tienen una pigmentación roja.